# Эрму
Эрму (порт. Ermo)  —  муниципалитет в Бразилии, входит в штат Санта-Катарина. Составная часть мезорегиона Юг штата Санта-Катарина. Входит в экономико-статистический  микрорегион Арарангуа. Население составляет 2056 человек на 2006 год. Занимает площадь 63,868 км². Плотность населения — 32,2 чел./км².
Праздник города —  19 сентября.

## История
Город основан в 1993 году.

## Статистика
- Валовой внутренний продукт на 2003 составляет 37.470.444,00 реалов (данные: Бразильский институт географии и статистики).
- Валовой внутренний продукт на душу населения на 2003 составляет 18.216,06 реалов (данные: Бразильский институт географии и статистики).
- Индекс развития человеческого потенциала на 2000 составляет 0,769 (данные: Программа развития ООН).

## География
Климат местности: мезотермический гумидный с жарким летом.